# Żelscy herbu Ogończyk

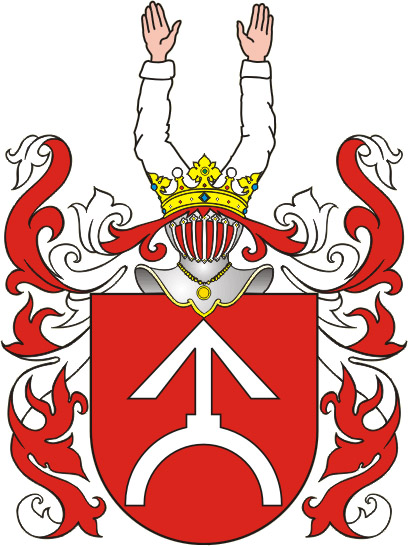
Herb Ogończyk

Żelscy herbu Ogończyk – senatorska rodzina szlachecka, gałąź Działyńskich.

## Historia
Żelscy herbu Ogończyk pochodzili od  Andrzeja Ogona z Radzików i Woli, kasztelana dobrzyńskiego, występującego w źródłach od 1364 roku. Nazwisko przyjęli od wsi Żałe w Ziemi Dobrzyńskiej; ich protoplastą był Jan, cześnik i stolnik dobrzyński oraz kasztelan słoński i dobrzyński, dziedziczący na Woli i Żałach, syn Piotra Działyńskiego, kasztelana słońskiego i Anny Czarnkowskiej herbu Nałęcz, wojewodzianki poznańskiej. Jego synowie: Wincenty, kasztelan słoński i dobrzyński oraz Sędziwój, łowczy dobrzyński, używali już nazwisko Żelski.
W Żałach, w miejscu gdzie był zlokalizowany zamek księcia Kazimierza kujawskiego, Żelscy w połowie XVI wieku zbudowali murowany dwór obronny, który został zniszczony w połowie następnego wieku przez Szwedów.
W XVI wieku rodzina Żelskich była rozsiedlona głównie w Ziemi Dobrzyńskiej, gdzie posiadała majątki: Bogucin, Głodowo, Bachorzewo, Strachów, Radziki Małe, Wolę, Złotopole i Żałe.  Poza Ziemią Dobrzyńską rodzina  posiadała majątki również w Prusach (m.in.:  Bietow (Bietau), Gowin i Milewo), i na Podlasiu, na początku XIX wieku jedna z ich gałęzi przeniosła się na Podole rosyjskie, gdzie dziedziczyli na Husiatynie i Józefówce w guberni podolskiej.

## Przedstawiciele rodu
- Bartłomiej Żelski (ur. ok. 1545, zm. ok. 1604) – podstoli dobrzyński
- Feliks Żelski (zm. 1606) – kasztelan rypiński i dobrzyński
- Jan z Woli i Żałów Działyński (zm. 1527) –  cześnik i stolnik dobrzyński, kasztelan słoński i dobrzyński
- Jan Żelski (zm. po 1685) – skarbnik podlaski
- Jan Chryzostom Żelski (ur. ok. 1705, zm. po 1748) – podkomorzy wendeński, komendant zamojski
- Jan Kazimierz Żelski (ur. ok. 1635, zm. ok. 1686) – podczaszy podlaski, major wojsk litewskich
- Krzysztof Żelski (ur. ok. 1606, zm. 1680) – pisarz ziemski bielski
- Łukasz Żelski (zm. p. 1620) – skarbnik dobrzyński
- Maciej Żelski (zm. 1589) –  łowczy dobrzyński
- Maciej Żelski (zm. 1597) – wojski dobrzyński
- Maciej Żelski (zm. ok. 1640) – podstoli dobrzyński
- Mateusz Żelski (zm. 1607) – łowczy dobrzyński
- Piotr Żelski (zm. 1604) – skarbnik dobrzyński
- Seweryn Żelski (ur. ok. 1630, zm. 1684) – miecznik i wojski dobrzyński
- Sędziwój Żelski (ur. ok. 1515, zm. 1577) –  łowczy dobrzyński
- Stanisław Żelski (ur. ok. 1560, zm. 1624) – podczaszy dobrzyński
- Stanisław Żelski (zm. po 1636) –  cześnik dobrzyński
- Stanisław Żelski (zm. po 1681) – skarbnik dobrzyński
- Wincenty Żelski (ur. ok. 1510, zm. 1568) –  kasztelan słoński i dobrzyński
- Zofia Żelska-Mrozowicka (ur. 1888, zm. 1970) –  dziennikarka, działaczka społeczna